# Barbat
Barbat är en ort i Kroatien.   Den ligger i länet Gorski kotar, i den centrala delen av landet, 150 km sydväst om huvudstaden Zagreb. Barbat ligger 28 meter över havet och antalet invånare är 1 205.
Terrängen runt Barbat är varierad. Havet är nära Barbat söderut.  Närmaste större samhälle är Banjol, 3,2 km nordväst om Barbat. 